# Jon Hyrne
Jon Hyrne, eller Johannes Hyrne, var biskop i Skara stift mellan 1201 och 1206. Han vigdes av påve Innocentius III. Han ska ha låtit bygga Horns kyrka i Vadsbo härad och eftermälet lyder att han ska ha varit mild och skipat rättvisa utan våld.